# Арка Дружбы на Военно-Грузинской дороге
Арка Дружбы на Военно-Грузинской дороге (груз. ხალხთა მეგობრობის თაღი) — памятник архитектуры XX века.

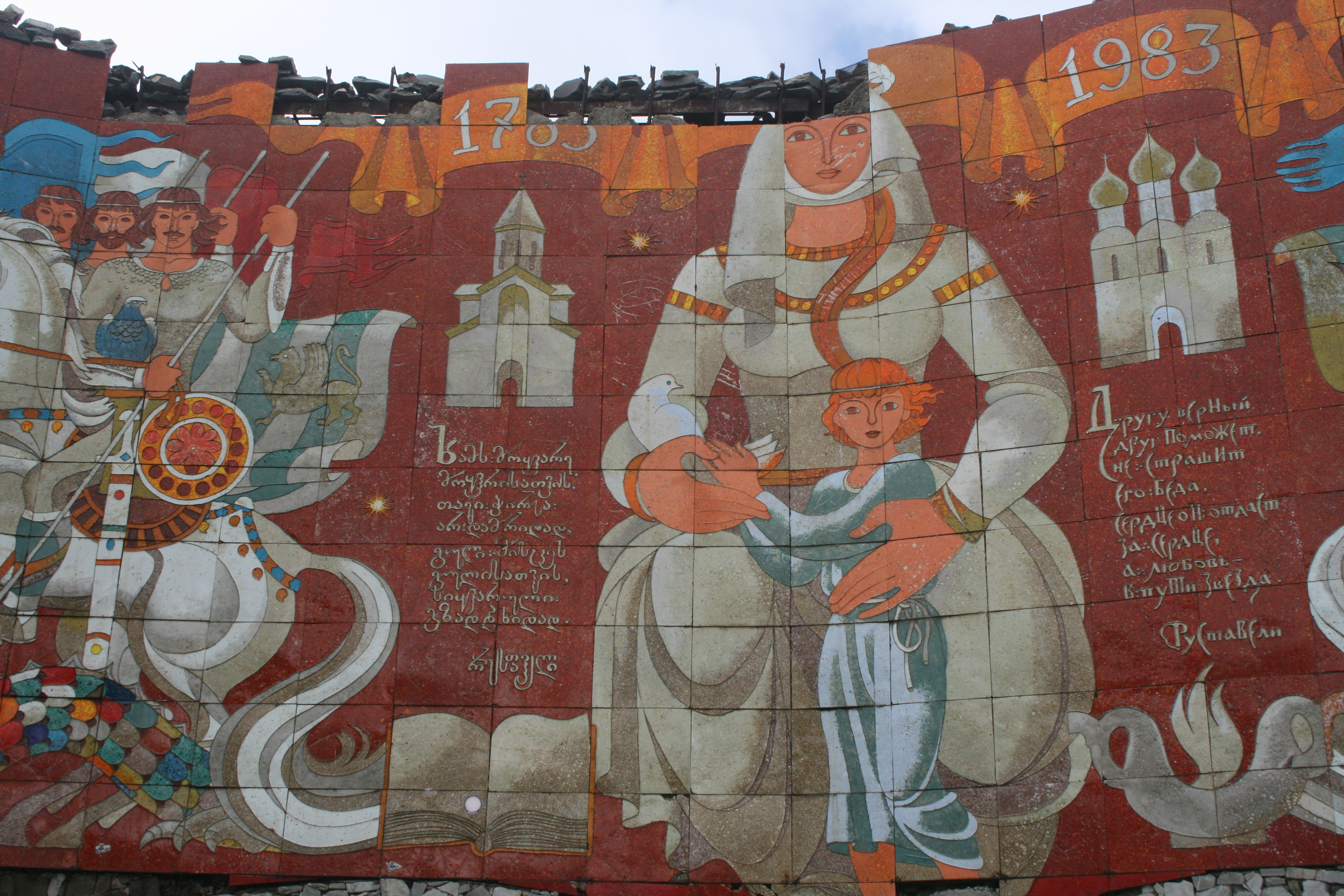

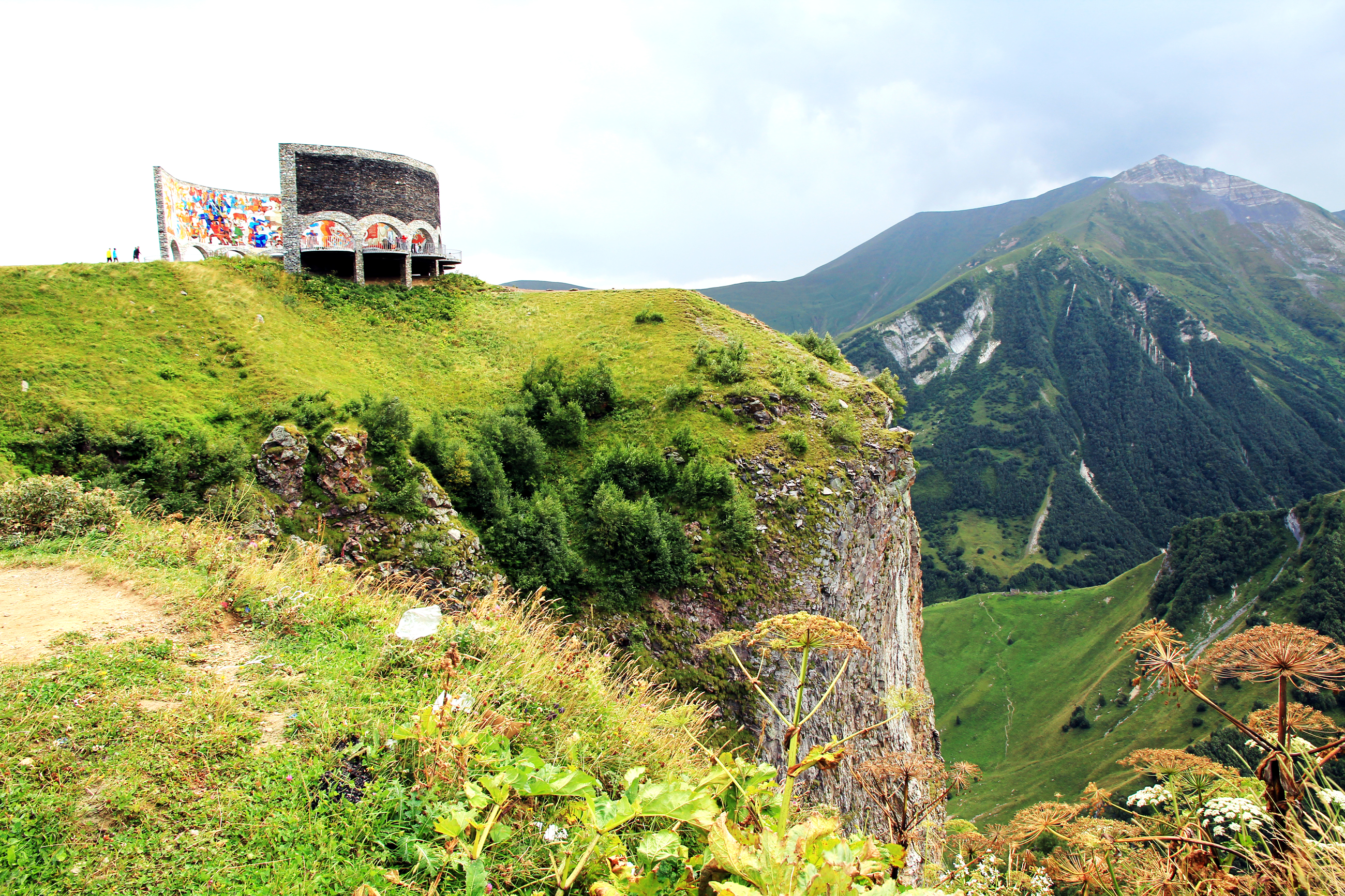

Расположенный на Военно-Грузинской дороге между горнолыжным курортом Гудаури и Крестовым перевалом, памятник представляет собой большое полукруглое каменно-бетонное сооружение с видом на «Долину дьявола» в горах Кавказа. У арки устроена панорамная площадка, с которой открывается вид на окрестности с высоты в 2 384 метра.

## Описание
На всей внутренней поверхности памятника выполнена большая мозаичная фреска художников Зураба Капанадзе, Зураба Лежавы и Нодара Малазонии, которая изображает сцены из грузинской и русской истории. На грузинском языке и в русском переводе приведены также слова Руставели:
«Другу верный друг поможет. Не страшит его беда. Сердце он отдаст за сердце. А любовь — в пути звезда»,
«ხამს მოყვარე მოყვრისათვის, თავი ჭირსა არ დამრიდად, გული მისცეს გულისათვის, სიყვარული გზად და ხიდად».
Автор проекта памятника — Зураб Церетели. Архитектор — Георгий Чахава.
В идейной связи с аркой находится памятник «Дружба навеки», торжественно открытый в 1983 году на Большой Грузинской улице (Тишинская площадь) в Москве (это первая работа грузинского скульптора Зураба Церетели в Москве). Третья часть в ряду этих памятников — монумент «Узы дружбы» — находился в Тбилиси, у выезда на ведущую в Россию Военно-Грузинскую дорогу, огромный металлический позолоченный узел связывал два кольца, символизировавший сплетение судеб грузинского и русского народов, внутри был подвешен металлический свиток с нанесённым текстом Георгиевского трактата. Форму монумента Зурабу Церетели подсказала история любви русского поэта Александра Грибоедова и грузинской девушки Нины Чавчавадзе. Но памятник «Узы дружбы» взорвали в 1991 году по распоряжению 3виада Гамсахурдия.

## История
Возведена в 1983 году в честь двухсотлетия Георгиевского трактата 1783 года и продолжающейся дружбы между Советской Грузией и Советской Россией.
В 2017 году арка реставрирована компанией Saxon.